# Lista de presidentes da Câmara Municipal de Faro
| №   | Presidentes da Câmara Municipal de Faro (Nascimento–Morte)                                                                 | Retrato              | Eleito | Tempo em funções         | Tempo em funções          | Partido                  |
| (–) | (–) | (–)                  | (–)    | (–)                      | (–)                       | (–)                      |
| --- | --- | -------------------- | ------ | ------------------------ | ------------------------- | ------------------------ |
| 1   | Francisco Augusto da Silveira e Almeida (????–????)                                                                        | [[Ficheiro:\|200px]] |        | (1905)                   | (1907)                    |                          |
| 2   | João Franco Pereira de Mattos (????–????)                                                                                  | [[Ficheiro:\|200px]] |        | (1908)                   | (1908)                    |                          |
| 3   | Francisco Augusto da Silveira e Almeida (????–????)                                                                        | [[Ficheiro:\|200px]] |        | (1908)                   | (1910)                    |                          |
| 4   | José Emygdio da Conceição Flores (????–????)                                                                               | [[Ficheiro:\|200px]] |        | (1910)                   | (1911)                    |                          |
| 5   | João de Mattos Cid (????–????)                                                                                             | [[Ficheiro:\|200px]] |        | (1911)                   | (1912)                    |                          |
| 6   | João de Sousa Uva (????–????)                                                                                              | [[Ficheiro:\|200px]] |        | (1913)                   | (1913)                    |                          |
| 7   | Francisco Augusto da Silveira Almeida Vilhena (????–????)                                                                  | [[Ficheiro:\|200px]] |        | (1913)                   | (1913)                    |                          |
| 8   | João Pedro de Sousa (????–????)                                                                                            | [[Ficheiro:\|200px]] |        | (1914)                   | (1915)                    |                          |
| 9   | António Moreira de Sousa (????–????) Justino Henrique Cúmano de Bivar Weinholtz (????–????)                                | [[Ficheiro:\|200px]] |        | (1915)                   | (1915)                    |                          |
| 10  | Filipe César Augusto Baião (????–????)                                                                                     | [[Ficheiro:\|200px]] |        | (1916)                   | (1917)                    |                          |
| 11  | João de Sousa Uva (????–????) Miguel Roldan Ramalho Ortigão (????–????) Carlos Ney Ferreira (????–????)                    | [[Ficheiro:\|200px]] |        | (1918)                   | (1918)                    |                          |
| 12  | Miguel Roldan Ramalho Ortigão (????–????) Carlos augusto Lyster Franco (????–????)                                         | [[Ficheiro:\|200px]] |        | (1919)                   | (1919)                    |                          |
| 13  | António Miguel Galvão (????–????) Henrique Cumano de Bívar Weinholtz (????–????) José Franco Pereira de Mattos (????–????) | [[Ficheiro:\|200px]] |        | (1919)                   | (1922)                    |                          |
| 14  | Jaime Artur de Castro Barrot (????–????) José Franco Pereira de Mattos (????–????)                                         | [[Ficheiro:\|200px]] |        | (1919)                   | (maio de [1926]])         |                          |
| 15  | Joaquim Mendes Cabeçadas (????–????)                                                                                       | [[Ficheiro:\|200px]] |        | (1926)                   | (1927)                    |                          |
| 16  | João dos Santos Pires Viegas (????–????)                                                                                   | [[Ficheiro:\|200px]] |        | (1927)                   | (1929)                    |                          |
| 17  | Manuel Alexandre (????–????)                                                                                               | [[Ficheiro:\|200px]] |        | (1929)                   | (1931)                    |                          |
| 18  | Mário Augusto Lyster Franco (????–????)                                                                                    | [[Ficheiro:\|200px]] |        | (1932)                   | (1934)                    |                          |
| 19  | José Mendes Silvestre (????–????)                                                                                          | [[Ficheiro:\|200px]] |        | (1934)                   | (1937)                    |                          |
| 20  | Francisco Guerreiro Barros (????–????)                                                                                     | [[Ficheiro:\|200px]] |        | (1939)                   | (1941)                    |                          |
| 21  | Mathias de Freitas Guimarães (????–????)                                                                                   | [[Ficheiro:\|200px]] |        | (novembro de 1941)       | (1949)                    |                          |
| 22  | Manuel António Pereira Milreu (????–????)                                                                                  | [[Ficheiro:\|200px]] |        | (1949)                   | (1955)                    |                          |
| 23  | Luís Gordinho Moreira (????–????)                                                                                          | [[Ficheiro:\|200px]] |        | (1955)                   | (1963)                    |                          |
| 24  | Manuel Elias Trigo Pereira (????–????)                                                                                     | [[Ficheiro:\|200px]] |        | (1964)                   | (1964)                    |                          |
| 25  | João Henrique Vieira Branco (????–????)                                                                                    | [[Ficheiro:\|200px]] |        | (1964)                   | (1971)                    |                          |
| 26  | Joaquim Cortes Carrasco (????–????)                                                                                        | [[Ficheiro:\|200px]] |        | (1971)                   | (14 de maio de 1974)      |                          |
| 27  | Júlio Filipe de Almeida Carrapato (????–????)                                                                              | [[Ficheiro:\|200px]] |        | (1974)                   | (1975)                    |                          |
| 28  | Joaquim Lopes Belchior (????–????)                                                                                         | [[Ficheiro:\|200px]] |        | (1976)                   | (1979)                    |                          |
| 29  | José Marciano Nobre (????–????)                                                                                            | [[Ficheiro:\|200px]] |        | (1980)                   | (1982)                    |                          |
| 30  | Manuel Francisco da Silva (????–????)                                                                                      | [[Ficheiro:\|200px]] |        | (1983)                   | (26 de setembro de 1983)  |                          |
| 31  | João Negrão Belo (????–????)                                                                                               | [[Ficheiro:\|200px]] |        | (29 de setembro de 1983) | (1989)                    | Partido Social Democrata |
| 32  | João Carlos Dionísio Botelheiro (????–????)                                                                                | [[Ficheiro:\|200px]] |        | (1990)                   | (28 de fevereiro de 1995) | Partido Socialista       |
| 33  | Luís Manuel Fernandes Coelho (????–????)                                                                                   | [[Ficheiro:\|200px]] |        | (1 de março de 1995)     | (2001)                    | Partido Socialista       |
| 34  | José Adriano Gago Vitorino (????–????)                                                                                     | [[Ficheiro:\|200px]] |        | (2002)                   | (2005)                    | Partido Social Democrata |
| 35  | José Apolinário Nunes Portada (????–????)                                                                                  | [[Ficheiro:\|200px]] |        | (2005)                   | (2009)                    | Partido Socialista       |
| 36  | José Macário Correia (????–????)                                                                                           | [[Ficheiro:\|200px]] |        | (20 de outubro de 2009)  | (10 de outubro de 2013)   | Partido Social Democrata |
| 37  | Rogério Bacalhau (????–????)                                                                                               | [[Ficheiro:\|200px]] | 2013   | (2013)                   | atualidade                | Partido Social Democrata |